# جف اخاتور
جف اخاتور (انگلیسی: Jeff Ekhator؛ زادهٔ ۱۱ نوامبر ۲۰۰۶) بازیکن فوتبال اهل ایتالیا است که در حال حاضر برای باشگاه فوتبال جنوآ بازی می‌کند.
از باشگاه‌هایی که در آن بازی کرده است می‌توان به باشگاه فوتبال جنوآ اشاره کرد.

## دوران حرفه‌ای
جف اخاتور فوتبال را در باشگاه دون بوسکو آغاز کرد، که یک باشگاه پایه در منطقه سمپیردارنا شهر جنوا است؛ پس از اینکه توسط استعدادیاب‌های سامپدوریا، ویرتوس اندلا و جنوا شناسایی شد، او در سن هشت سالگی به آکادمی جوانان باشگاه جنوا پیوست. او سپس از رده‌های جوانان روسوبلو بالا آمد، و در نهایت در فصل ۲۰۲۳–۲۴ برای تیم‌های زیر ۱۸ و زیر ۱۹ سال بازی کرد، و به تیم زیر ۱۸ سال کمک کرد تا عنوان قهرمانی ملی را کسب کند.
در ژوئیه ۲۰۲۴، اخاتور شروع به تمرین با تیم اول جنوا در کمپ پیش‌فصل زیر نظر مربی آلبرتو جیلاردینو کرد. در ۹ اوت ۲۰۲۴، او اولین بازی حرفه‌ای خود را برای باشگاه انجام داد و در دقیقه ۸۴ به عنوان بازیکن تعویضی در پیروزی یک بر صفر مقابل رجیانا در نخستین دور وارد میدان شد. در ۱۷ اوت، او اولین بازی خود در سری آ را انجام داد و در دقیقه ۸۶ به جای میلان بدلی وارد میدان شد و در تساوی ۲–۲ با اینتر میلان به میدان رفت.

## دوران ملی
وی همچنین در تیم ملی فوتبال زیر ۱۹ سال ایتالیا بازی کرده است.

## زندگی شخصی
اخاتور در جنوا، ایتالیا به دنیا آمده است و والدینش از نژاد نیجریایی هستند.